# Kume Kunitake
Kume Kunitake (久米 邦武, 19 de agosto de 1839 – 24 de fevereiro de 1931) foi um historiador japonês atuante durante os períodos Meiji e Taishō. É pai de Kume Keiichirō, renomado pintor japonês.

## Biografia
Kume nasceu no Domínio de Saga, na Província de Hizen (atual Prefeitura de Saga), e participou ativamente das tentativas de reforma administrativa do domínio durante o período Bakumatsu.
Foi profundamente influenciado por Shigeno Yasutsugu, um dos precursores da historiografia moderna no Japão. Ambos enfatizavam a importância de um método crítico, baseado em evidências, rompendo com as antigas tradições historiográficas que frequentemente mesclavam mitologia e história. O contato com o historiador alemão Ludwig Riess, responsável por introduzir técnicas historiográficas alemãs na Universidade Imperial de Tóquio, também foi determinante para a formação de sua abordagem histórica.
Após a Restauração Meiji, foi escolhido para integrar a Missão Iwakura (1871–1873), atuando como secretário particular de Iwakura Tomomi. Em 1878, publicou Tokumei Zenken Taishi Bei-O Kairan Jikki (「特命全権大使米欧回覧実記」), um relato em cinco volumes da missão e de suas observações nos Estados Unidos e na Europa.
Em 1888, tornou-se professor na Universidade Imperial de Tóquio, ao mesmo tempo em que colaborava com o projeto Dai Nihon Hennenshi, uma enciclopédia abrangente sobre a história japonesa.
Em 1889, foi condecorado com a Ordem do Tesouro Sagrado.
No entanto, em 1892, foi forçado a renunciar após publicar o artigo Shinto wa saiten no kozoku (「神道は祭天の古俗」) — traduzido como "O xintoísmo é um costume arcaico de adoração celestial" —, considerado sedicioso e severamente crítico ao xintoísmo promovido pelo Estado.
Mesmo após sua saída da Universidade de Tóquio, Kume seguiu escrevendo e dando palestras no Tokyo Semmon Gakkō (東京専門学校), instituição precursora da Universidade Waseda. Seu filho, Keiichirō Kume, destacou-se como pintor, e o Museu de Arte Kume, em Tóquio, preserva tanto as obras de Keiichirō quanto documentos da Missão Iwakura.

## Obras
- Tokumei Zenken Taishi Bei-O Kairan Jikki (「特命全権大使米欧回覧実記」), Tóquio, 1878

### Disponível em inglês
- Kume Kunitake. Healey, Graham and Tsuzuki Chushichi, eds. The Iwakura embassy, 1871-73 : a true account of the ambassador extraordinary & plenipotentiary's journey of observation through the United States of America and Europe  (The Japan Documents, 2002)